# Columbjohn
Columbjohn – przysiółek w Anglii, w Devon. Leży 8,2 km od miasta Exeter, 66,2 km od miasta Plymouth i 250,4 km od Londynu. Columbjohn zostało wspomniane w Domesday Book (1086) jako Colum.